# Sigismund (HRR)

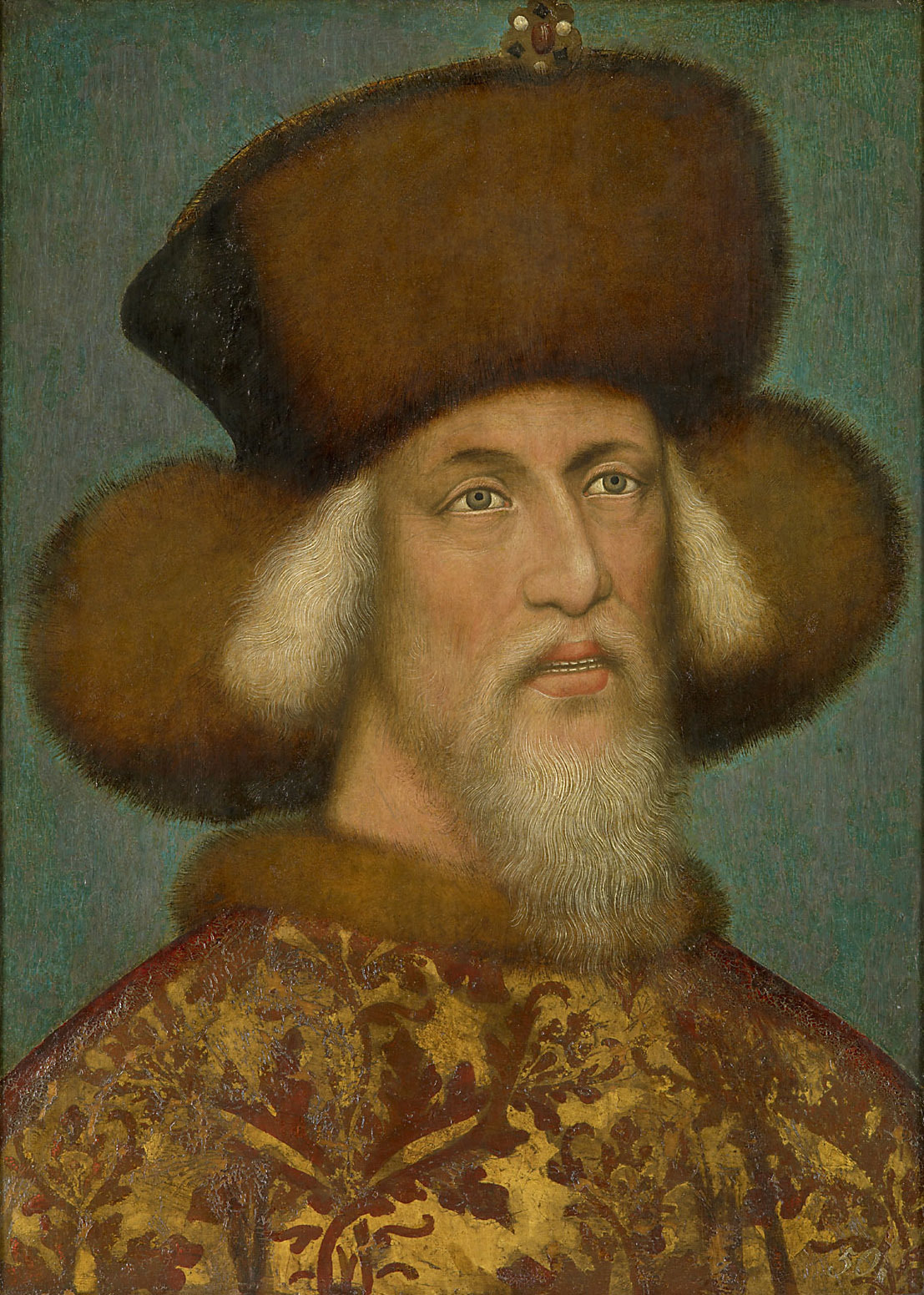
Kaiser Sigismund, 1433, Kunsthistorisches Museum Wien, unbekanntem böhmischen Meister zugeschrieben

Sigismund von Luxemburg (* 15. Februar 1368 in der Reichsstadt Nürnberg; † 9. Dezember 1437 in Znaim, Mähren), auch Siegmund oder Sigmund (tschechisch Zikmund Lucemburský, kroatisch Žigmund Luksemburški, ungarisch Luxemburgi Zsigmond), stammte aus dem Hause der Luxemburger. Er war Kurfürst von Brandenburg von 1378 bis 1388 und von 1411 bis 1415, König von Ungarn und Kroatien seit 1387 (siehe dazu Kroatien im Staatsverband mit Ungarn), römisch-deutscher König seit 1411, König von Böhmen seit 1419 und römisch-deutscher Kaiser von 1433 bis zu seinem Tode.
In seine Regierungszeit fielen das Konzil von Konstanz (1414–1418), auf dem er die Kirchenspaltung überwinden konnte, aber die Hussitenkriege (1419–1436) auslöste. Auf dem Konzil belehnte Sigismund Friedrich von Hohenzollern mit der Mark Brandenburg und verkaufte anschließend seine damit verbundene erbliche Kurwürde an Friedrich. Sigismund stellte damit eine wesentliche Weiche für den Aufstieg des Hauses Hohenzollern in Brandenburg und Preußen.

## Leben

### Jugend und die Erlangung der ungarischen Königskrone
Sigismund war ein Sohn Kaiser Karls IV. und Halbbruder Wenzels von Luxemburg: Wenzel entstammte Karls dritter Ehe mit Anna von Schweidnitz. Sigismund hingegen war von Karls vierter Frau Elisabeth von Pommern geboren worden. Er galt als hochgebildet, sprach mehrere Sprachen (darunter Deutsch, Latein, Italienisch und Französisch) und war – anders als sein Vater Karl – ein lebenslustiger Mensch, der auch Freude am Turnier hatte. Schon 1378 erhielt er die Mark Brandenburg, die zuvor Wenzel besessen hatte, 1379 mit dem Tode Ottos von Bayern auch die damit verbundene Kurwürde.
Einen Anspruch auf die ungarische Krone erwarb er sich 1387 durch die Heirat mit Maria von Ungarn, doch benötigte er die Hilfe seines Bruders Wenzel, um sich gegen den mächtigen ungarischen Adel und die Erbansprüche des Hauses Anjou (Neapel) durchsetzen zu können.
Die Machtübernahme und Herrschaftsdurchsetzung in Ungarn erwies sich für Sigismund von Luxemburg als eine Phase schwieriger Lehrjahre. Intrigen, diejenigen seiner künftigen Gemahlin eingeschlossen, bürgerkriegsähnliche Zustände, ein konkurrierender Thronprätendent, der 1386 ermordete Karl III. von Anjou-Durazzo, sowie die Kostspieligkeit der militärischen Eroberung der Residenz Ofen führten erst am 31. März 1387 zur Krönung Sigismunds in Stuhlweißenburg.
Am 4. Juni 1387 konnten seine Truppen unter dem Palatin Nikolaus von Gara die in Novigrad durch die Magnaten Horvath festgehaltene Königin Maria befreien. Sigismund kam seiner Gattin nach Agram (Zagreb) entgegen und wurde jetzt von der Mehrheit der Stände als König akzeptiert.
1388 verpfändete Sigismund die Mark Brandenburg an seine luxemburgischen Vettern Jobst und Prokop, um seine Militärausgaben in Ungarn zu decken, und gab sie 1417, nachdem er die Mark 1411 nach dem Tod von Jobst an den Burggraf Friedrich VI. als „Sicherheit“ für 150.000 entliehene Goldgulden übergeben hatte, endgültig mit Land und Kur den Hohenzollern als Lehen. Damit durchkreuzte er den Plan seines Vaters, der die Mark 1373 hauptsächlich wegen der zweiten Kurstimme (neben der böhmischen) und damit zur Absicherung künftiger Kaiserwahlen zugunsten des Hauses Luxemburg für die Länder der Böhmischen Krone erworben hatte. Der Tod von Sigismunds einzigem Sohn 1395, das kinderlose Versterben der beiden Vettern, Sigismunds eigene Wahl 1411 sowie die im selben Jahr erfolgte Verlobung seiner einzigen Tochter mit Herzog Albrecht V. von Österreich haben die Fortsetzung der Dynastie und damit die Notwendigkeit einer Erhaltung des Stimmgewichts wohl obsolet erscheinen lassen.
1390 bis 1391 schlugen Truppen unter Gara neue Aufstände in Kroatien nieder und warfen Angriffe der Bosnier unter Tvrtko I. zurück. In Abwehrkämpfen gegen die „Türken“ – womit die ethnisch heterogenen Truppen des Osmanischen Reiches gemeint waren – rief Sigismund die europäische Ritterschaft zur Hilfe. Dem Ruf folgten vor allem die Franzosen und Burgunder, welche dann auch die Führerschaft beanspruchten. Das vereinigte christliche Heer erlitt aber am 25. bis 28. September 1396 in der Schlacht bei Nikopolis eine fürchterliche Niederlage. Sigismund entkam der Gefangenschaft nur mit Hilfe venetianischer Schiffe, die ihn über Konstantinopel und Rhodos nach Dalmatien zurückbrachten. Infolge dieser Niederlage wurde das ungarische Militärwesen ab 1397 neu organisiert. Um an neue finanzielle Mittel zu kommen, beschnitt er kirchliche Rechte und zog sich dadurch die Gegnerschaft des ungarischen Klerus zu.

### Absetzung und Restauration
Sigismund schloss ohne Wissen der ungarischen Stände im Frühjahr 1401 einen wechselseitigen Erbvertrag mit seinem Cousin Markgraf Jobst von Mähren. Am 28. April wurde er darauf durch die aufständischen Stände unter Führung des Erzbischofs Johann Kanizsay von Gran und dem Prior Emerich Bebek von Vrana auf der Ofener Burg gefangengesetzt. Der Palatin Nikolaus von Gara übernahm seine achtzehn Wochen dauernde Bewachung auf der Burg Siklós. Sofort organisierte Jobst von Mähren im Einvernehmen mit Herzog Albrecht IV. von Österreich ein Heer, um Sigismund zu befreien. Sie rückten zwischen der Waag und der Donau vor und eroberten Tyrnau, Frauenmarkt und Preßburg zurück. Teile der ungarischen Stände wollten darauf Wladislaw von Polen als neuen König sehen, doch die zerspaltene Mehrheit unter Stibor von Stiborzice und die Anhänger der Restauration des Hauses Anjou verweigerten dazu ihre Zustimmung. Nachdem der Traum, einen landeseigenen König zu küren, gescheitert war, brachte Stibor seine früheren Kampfgefährten Johannes von Maroth, Nikolaus Frangipan und den Grafen von Cilli dazu, die Wiedereinsetzung Sigismunds zu unterstützen. Hermann II. von Cilli bewog schließlich seinen Schwiegersohn Nikolaus von Gara, ebenfalls umzuschwenken und den König freizugeben. Am Landtag zu Papa am 27. Oktober 1401 erfolgte die offizielle Wiedereinsetzung Sigismunds in die alten Thronrechte. Am 6. März 1402 ließ Sigismund in Begleitung Hermann von Cillis überraschend seinen unbeliebten Bruder König Wenzel auf dem Prager Hradschin verhaften, am 2. Juni wurde der Gefangene auf die Burg Schaunberg bei Eferding überstellt. Herzog Albrecht IV. von Österreich übernahm dessen Ehrenhaft, bis Wenzel im November 1403 die Flucht aus Wien und seine Rückkehr nach Prag gelang. Sigismund hatte seinen Bruder Wenzel bereits nach der Erhebung des Gegenkönigs Ruprecht von der Pfalz bewogen, auf seine Thronrechte zu seinen Gunsten zu verzichten, und dafür ausreichend Bewegungsfreiheit erhalten. Sigismund erneuerte am 18. August 1402 auch die bereits von seinem Vater Karl IV. angestrebte Erbvereinigung der Häuser Luxemburg und Österreich und übertrug daher im Falle seines kinderlosen Todes seine Erbrechte auf seinen Schwager Albrecht IV. Am 5. August 1403 landete mit Unterstützung des Papstes Bonifatius IX. König Ladislaus von Neapel in Zara, pochte auf die alten Ansprüche seines Hauses Anjou und ließ sich sofort vom Erzbischof Kanizsay zum Gegenkönig krönen. Der Bruder des Palatins, Johann von Gara, und Stibor von Stiborzice vereinigten sich darauf bei Preßburg mit dem Aufgebot Sigismunds und eroberten Papa-Minkas und Althofen zurück. Sigismund hatte damit die Invasion des Königs von Neapel erfolgreich abgewehrt. Ladislaus zog sich darauf nach Dalmatien zurück, brachte aber später Bosnien auf seine Seite. Vergeblich wurde derweil Gran belagert, der Fürstprimas von Ungarn behauptete sich hier weiterhin gegen Sigismund. Beim Reichstag von Ofen 1403 amnestierte Sigismund seine politischen Gegner und stellte den inneren Frieden wieder her.
Im Jahr 1404 starb Albrecht IV. mit 27 Jahren an Ruhr. Sein Nachfolger Albrecht V. war erst sieben Jahre alt, deshalb übernahm dessen Onkel Herzog Wilhelm die Vormundschaft. Nachdem Herzog Wilhelm zudem mit Johanna, der Schwester von Ladislaus, des Königs von Neapel, vermählt war und zudem im Bund mit dem wieder etablierten König Wenzel von Böhmen lag, war die von Sigismund schwer erarbeitete Stabilität wieder in Frage gestellt. Um sich die Unterstützung des mächtigen Gara-Clans zu erhalten, vermählte sich Sigismund mit der Grafentochter Barbara von Cilli. Tochter aus dieser Ehe war Elisabeth von Luxemburg. Um die dauernd ungefestigte Südgrenze zu festigen, führte Sigismund 1407 ein starkes Heer gegen Bosnien, das wieder zu Ladislaus von Neapel abgefallen war, und unterwarf es seiner Oberhoheit. Der nördliche Teil wurde dem Banat von Macso angeschlossen, der westliche Teil fiel an Kroatien, zu dessen Ban Hermann von Cilli ernannt wurde. Der östliche Teil Bosniens wurde Fürst Stefan Lazarević von Serbien für seine Neutralität überlassen. Dalmatien blieb aber vorerst dem König Ladislaus ergeben und ging später endgültig an die Republik Venedig verloren. Um seine Macht weiter zu festigen, schuf Sigismund 1408 den Drachenorden, in den auch vereinzelt Deutsche aufgenommen wurden. Vom König gefördert, übernahmen die eingewanderten Deutschen eine führende Rolle im Land und bildeten eine starke Stütze seiner Regierung.

### Deutsche Königswahl und Politik im Reich

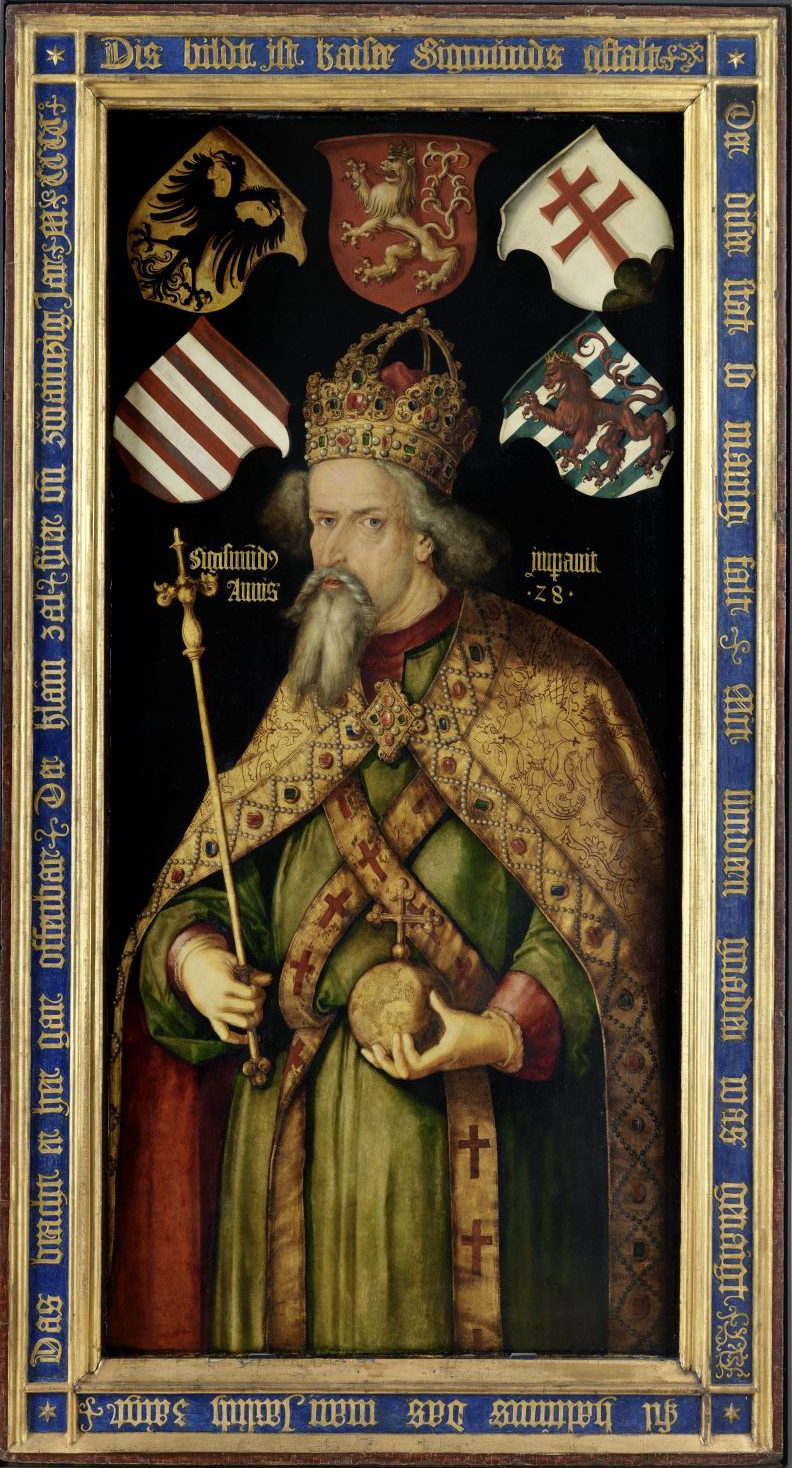
Kaiser Sigismund auf einem nicht zeitgenössischen Gemälde von Albrecht Dürer (ca. 1510)

Nach dem Tod König Ruprechts von der Pfalz am 18. Mai 1410 war Sigismund neben seinem Cousin Jobst von Mähren einer der beiden Kandidaten für die Nachfolge. Sigismund entsandte Friedrich VI. von Nürnberg aus dem Haus Hohenzollern, als seinen Vertreter ins Kurkollegium, um dort seine brandenburgische Stimme für sich selbst abgeben zu lassen. So setzte er sich zunächst mit 4:3 Kurstimmen gegen seinen Cousin durch. Am 1. Oktober 1410 stellten die übrigen Kurfürsten jedoch fest, dass die brandenburgische Stimme Jobst von Mähren zustehe, da Sigismund ihm die Markgrafschaft Brandenburg 1387 mit allen Rechten, einschließlich der Kurstimme, verpfändet hatte. Dadurch kehrte sich das Stimmenverhältnis um, und die Krone ging an Jobst, der aber schon am 18. Januar 1411 aus ungeklärter Ursache starb. Am 21. Juli desselben Jahres wurde Sigismund zum König gewählt. Zum Dank für die Dienste Friedrichs von Hohenzollern bei der ersten Wahl und um seine Schulden bei ihm zu begleichen, verlieh der König ihm 1415 die erbliche Würde eines Markgrafen und Kurfürsten von Brandenburg. 1417 belehnte er ihn förmlich mit der Kurmark und dem Amt des Erzkämmerers. Im Gegenzug gewährte der wohlhabende Friedrich dem König ein Darlehen, mit dem dieser seine Kriegskosten in Ungarn decken konnte.
Allerdings fehlte Sigismund im Reich, auch bedingt durch die Politik seines Vaters Karl IV., die nötige Hausmacht, um erfolgreich Reichspolitik betreiben zu können; außerdem blieb seine finanzielle Lage immer sehr angespannt. Das größte Problem jener Zeit stellte die Kirchenspaltung dar, das Abendländische Schisma. Die größte Leistung Sigismunds bestand denn auch in der Wiederherstellung der Einheit der römischen Kirche auf dem Konzil von Konstanz (1414 bis 1418). Dabei kam ihm zugute, dass sein Königtum relativ gefestigt war, während das Papsttum fortwährend an Macht und Ansehen verloren hatte. Sigismund ging diplomatisch geschickt vor und setzte sich in zahlreichen Einzelverhandlungen mit den europäischen Herrschern in Verbindung. Sein Versuch einer Reichsreform konnte jedoch nicht in allen Punkten durchgesetzt werden. Die sogenannte Reformatio Sigismundi war jedoch nur eine anonyme Schrift, die sich auf Sigismund berief. 1414 erließ Sigismund einen Schutzbrief für die Heilbronner Juden.

### Das Konzil von Konstanz

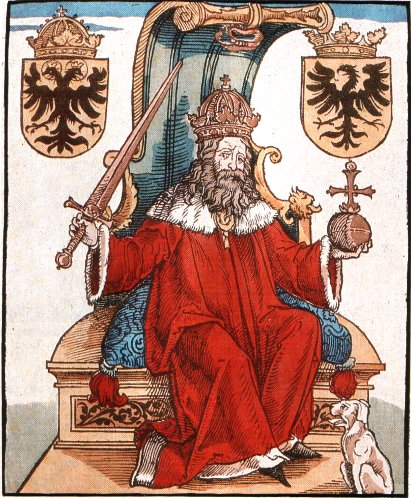
Kaiser Sigismund (Holzschnitt, 1536)

Die Unruhen und theologischen Streitigkeiten in Böhmen beschäftigten auch das ab November 1414 tagende Konzil von Konstanz. Es galt, das Land vom Vorwurf der Häresie zu befreien. Sigismund sicherte dem Prager Prediger Jan Hus freies Geleit zu und stellte ihm einen Geleitbrief in Aussicht. Hus machte sich aber schon vorher auf den Weg, um seine Ansichten vor dem Konzil darzulegen. Er erreichte am 3. November Konstanz, wo er zunächst drei Wochen in einer Herberge predigte, danach aber festgenommen wurde. Als Sigismund am 24. Dezember 1414 eintraf, gab er sich über den Bruch des freien Geleits zornig, tat aber nichts, um Hus zu befreien. Schließlich erklärten die geistlichen Konzilsteilnehmer die Zusage Sigismunds als nichtig, da Hus seine Ansichten nicht zurücknehmen wolle und deshalb nicht mehr die weltliche Ordnung für ihn zuständig sei, sondern kirchliches Recht. Sigismund widersprach nicht, denn da er die böhmische Krone seines Bruders Wenzel erben wollte, war ihm sehr daran gelegen, den Ruf Böhmens als rechtgläubig zu rehabilitieren.
Prozess und Verurteilung von Hus erfolgten schließlich durch Angehörige der Kurie ohne direkte päpstliche Beteiligung, da Papst Gregor XII. während des Konzils abgedankt hatte und Papst Johannes XXIII. kurz zuvor abgesetzt worden war. Am 6. Juli 1415 wurde Hus als Häretiker zum Feuertod verurteilt und auf dem Scheiterhaufen verbrannt. Beteiligt am kirchlichen Schuldspruch waren der Kardinalbischof von Ostia, der Bischof von Lodi, der Bischof von Concordia und der Erzbischof von Mailand.
Sigismund verpfändete am 30. April 1415 die Mark Brandenburg an Burggraf Friedrich für 400.000 Gulden.
Am 3. November 1415 nahm König Heinrich V. von England ihn in den Hosenbandorden auf, seine feierliche Investitur fand im Mai 1416 statt.

### Die Hussitenkriege
In Böhmen führten das Konstanzer Urteil und die Verbrennung des Reformators Hus zu Volksaufständen. Im Sommer 1419 spitzte sich der Konflikt zu, wozu auch König Wenzels als mehr und mehr tyrannisch empfundene Herrschaft beigetragen hatte. Ende Juli 1419 gelang es den Hussiten, Prag in ihre Hand zu bekommen. Wenzel floh, doch starb er bereits am 16. August desselben Jahres. Seinen Bruder Sigismund wollten die Hussiten keinesfalls als neuen König anerkennen, weil er am Konzil seine Zusage für Hus nicht eingehalten hatte. In den Tagen nach dem Tode Wenzels zwangen hussitische Volksmassen in Prag Kirchen und Klöster gewaltsam zur Kelchkommunion oder zerstörten und verbrannten sie. Der Aufstand dauerte mehrere Wochen. Im Dezember 1419 erlitt eine katholische Einheit in der Nähe von Pilsen eine erste Niederlage gegen ein kleines hussitisches Kontingent.
Papst Martins V. Kreuzzugsbulle vom März 1420 führte dazu, dass aus dem Aufstand ein Krieg wurde. Ende März nur wenige Tage nach Erlass der Bulle griffen katholische Truppen in Südböhmen vergeblich hussitische Truppen bei Sudoměř an. Dabei wandten die Hussiten die von ihnen entwickelte Taktik der Wagenburg erstmals erfolgreich an. Diese Niederlage begründete den militärischen Ruhm des Hussitenführers Jan Žižka. Zwar zogen im Juni 1420 königliche Truppen auf die Prager Burg, den Hradschin, doch der Versuch, die Stadt zu erobern, wurde am 14. Juli in der Schlacht am Prager St. Veitsberg von den Hussiten abgewehrt. Trotzdem konnte sich Sigismund am 28. Juli 1420 im Prager Veitsdom zum König von Böhmen krönen lassen.
Gegen die aufständischen Hussiten rief Sigismund zum Kreuzzug auf, der aber sehr rasch die Form eines langwierigen Kleinkrieges annahm und erst 1436 beendet werden konnte. Sein treuester Verbündeter in diesem Krieg wurde der Herzog von Österreich, Albrecht V., der später auch zu seinem Nachfolger bestimmt wurde. Am 1. November 1420 hatten die Hussiten den königlichen Truppen in der Schlacht auf dem Berg Vitkov (Ziskaberg) eine Niederlage beigebracht, doch gelang ihnen nicht die Eroberung der anderen Prager Burg, des Wyschehrad. Am 28. September 1421 kam Sigismund mit Albrecht in Preßburg über die Bedingungen überein, unter welchen dieser Sigismunds minderjährige Tochter, Prinzessin Elisabeth zur Frau erhalten sollte. Für die Abtretung Mährens, die am 4. Oktober 1423 an den Herzog erfolgte, musste Albrecht V. fast allein die Last des Hussitenkrieges tragen. Neue Söldnertruppen, die Sigismund 1422 gegen die Hussiten einsetzte, wurden in der Schlacht bei Deutsch-Brod ebenfalls geschlagen. Die Hussiten unter Žižka führten ein hartes Regiment, das unter anderem zum Tod und zur Vertreibung vieler Deutscher aus Böhmen führte.
Im Frühjahr 1423 brachen schwere Differenzen zwischen den verschiedenen hussitischen Strömungen auf. Im Juni kam es in Konopischt zu einem zeitweiligen Ausgleich zwischen den Parteien. Nachdem im Oktober 1423 Friedensverhandlungen der Utraquisten in Prag mit Sigismund gescheitert waren, brach der innerhussitische Gegensatz wieder auf.
Insbesondere gegen die zeitweilige Vernachlässigung des Reiches im Angesicht der Hussitengefahr bildete sich 1424 der Binger Kurverein der sechs Kurfürsten, die ein stärkeres Mitspracherecht in der Reichspolitik forderten. Nachdem es Sigismund gelungen war, Friedrich I. von Sachsen auf seine Seite zu bringen, brach das Bündnis faktisch zusammen.
Im Juni 1424 behielt Žižka in der Schlacht bei Maleschau erneut die Oberhand gegen die Prager. Der Schwerpunkt der Kämpfe verlagerte sich nun nach Mähren. Während Herzog Albrecht von Österreich im Juli von Süden her versuchte, das Land in die Hand zu bekommen, begann von Westen her ein verheerender hussitischer Angriff. Habsburgisch-katholisch gesinnte Städte wurden eingenommen und dem Erdboden gleichgemacht. Nach dem Tode Žižkas übernahm im Oktober 1424 Andreas Prokop die Führung der Hussiten und sie blieben weiterhin siegreich. Im Jahre 1425 stießen die Hussiten erstmals nach Schlesien vor, ansonsten beschränkten sich die Kämpfe, die von beiden Seiten mit großer Grausamkeit geführt wurden, bis Herbst 1425 noch weitgehend auf mährisch-böhmisches Gebiet.
Im November 1425 drangen hussitische Heere erneut nach Niederösterreich vor, um Herzog Albrecht abzulenken, der in Mähren mit wechselndem Erfolg operierte, auch um die Belastung des eigenen Landes zu verringern und um Beute zu machen. Zahlreiche Klöster und Städte wurden geplündert. Zur Aufstellung eines neuen Kreuzzuges gegen die Hussiten beschloss der Reichstag zu Frankfurt unter König Sigismund am 2. Dezember 1427 eine Steuer, auch Hussitenpfennig genannt. Darauf gingen die Hussiten unter Andreas Prokop zum Angriff auf katholische Bastionen über. 1428 wurden Niederösterreich und Teile Schlesiens verheert, 1429 auch die Lausitz. Der Hussitenzug des Jahres 1430 betraf bereits die Provinzen Schlesien, Brandenburg, Oberpfalz und Oberfranken, der des Jahres 1431 erneut Brandenburg sowie die westliche Slowakei. Auch ein Beschluss zur Bekämpfung der Hussiten auf dem Reichstag zu Nürnberg im Jahre 1431 konnte das Kriegsglück nicht wenden.
Der Kreuzzug unter Kardinal Giuliano Cesarini endete am 14. August 1431 mit einer blamablen Niederlage in der Schlacht bei Taus. Der Kaiser suchte hierauf nach einer Lösung auf Verhandlungsbasis. Währenddessen folgten 1432/34 die ausgreifendsten Operationen der Hussiten, die im Osten nach Oberschlesien und in die westliche Slowakei führten, in Richtung Norden in die Lausitz und nach Niederschlesien. Ein weiterer Vorstoß vom 18. März bis 5. Mai 1432 betraf erneut Brandenburg und die westlichsten Teile Schlesiens.
Da den königlichen und päpstlichen Truppen bis auf kleinere erfolgreiche Gefechte der Sieg gegen die Hussiten verwehrt blieb, wurde zwischen 1431 und 1433 mit diesen verhandelt. Zwar hatte Kurfürst Friedrich II. von Sachsen am 23. August 1432 schon einen Sonderfrieden mit den Hussiten auf zwei Jahre geschlossen, doch erst 1436 endeten die Kriegshandlungen überall. Auf dem Basler Konzil wurden den Hussiten mit den Prager Kompaktaten einige Zugeständnisse gewährt. Am 21. September 1433 wurde ein Teilkontingent des hussitischen Belagerungsheeres, das in die Oberpfalz eingedrungen war, um dort Truppenversorgung zu erbeuten, von dem wesentlich kleineren Heer des Pfalzgrafen Johann von Pfalz-Neumarkt vernichtend geschlagen.
Während des Konzils von Basel kehrte der gemäßigte Hussitenflügel der Utraquisten bzw. Kalixtiner wieder in den Schoß der katholischen Kirche zurück und verbündete sich sogar mit den kaiserlichen Truppen gegen die radikalen Taboriten. Diese wurden schließlich am 30. Mai 1434 in der Schlacht bei Lipan vernichtend geschlagen. Am 23. September 1434 erlitten die Hussiten in der Zweiten Schlacht bei Brüx gegen katholische Truppen unter Friedrich II. von Sachsen und Heinrich von Schwarzburg eine weitere schwere Niederlage. Damit waren die Hussitenkriege in Böhmen im Wesentlichen beendet. Die Böhmen mussten am 5. Juli 1436 auf dem Landtag von Iglau die Kompaktaten des Konzils von Basel und Kaiser Sigismund als König von Böhmen anerkennen.

### Die letzten Jahre

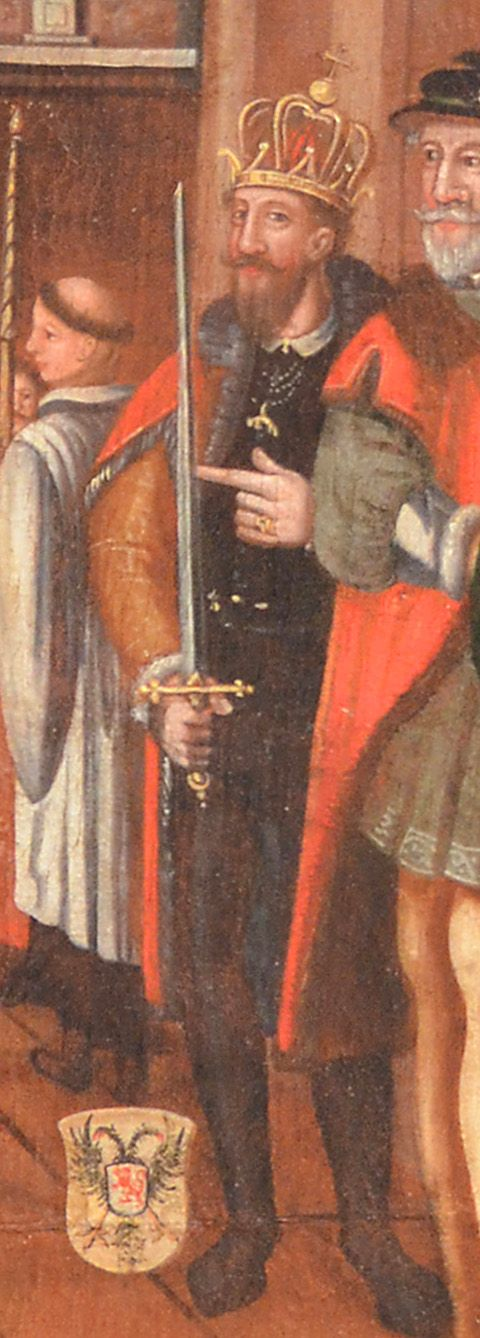
Kaiser Sigismund auf dem Bödinger Fundationsbild von 1621

Im Reich stieß Sigismund auf die Opposition besonders der rheinischen Kurfürsten, die auf der Seite des deutschen Ordensstaats standen und deshalb seine wohlwollende Politik gegenüber Polen-Litauen beargwöhnten. Der von Herzog Ernst von Bayern-München im Auftrag Sigismunds 1430 zum Zwecke der Amtseinführung des litauischen Herzogs Vytautas begonnene Feldzug wurde durch dessen Tod vereitelt.
Sigismunds diplomatisches Talent zeigte sich dann besonders während seines 1431 begonnenen Italienzugs, als er im komplexen Netz der Bündnisse seinen Vorteil suchte und meistens fand. Einerseits wollte er durch ein Bündnis mit den oberitalienischen Städten die Macht der Republik Venedig schwächen, andererseits wollte er seine gespannten Beziehungen zum heiligen Stuhl verbessern und Papst Eugen IV. für die Beschlüsse des Konzils von Basel gewinnen. Unmittelbar nach der Niederlage der Kreuzritter in der Schlacht bei Taus trat Sigismund mit einigen hunderten Ungarn seinen Zug nach Rom an.
Herzog Filippo Maria Visconti von Mailand war schnell gewonnen; unter dessen Schutz empfing Sigismund am 25. November 1431 die Eiserne Krone der Lombardei für Reichsitalien. Im Dezember 1431 erreichte Sigismund ein formelles Bündnis mit dem Amadeus VIII., dem Herzog von Savoyen und den Markgrafen von Montferrat gegen Venedig. Über Piacenza und Parma begab er sich nach Siena, wo ihn die Truppen der Republik Florenz zwischen Juli 1432 und Mai 1433 für zehn Monate einschlossen. Nur das Geschick seines Kanzlers Kaspar Schlick bewahrte Sigismund hier vor einer diplomatischen Niederlage. Nachdem Sigismund die Bedeutung des apostolischen Stuhls anerkannt und sich zur Ausrottung der böhmischen Ketzerei verpflichtet hatte, weihte ihn der Papst am 31. Mai 1433 in Rom zum Kaiser und setzte Sigismund die erstrebte Krone auf. Im Frieden von Ferrara vom 7. April 1434 bereinigten Kaiser und Papst endgültig ihre Differenzen; Venedig, Mailand und Florenz schlossen sich diesem Ausgleich an.
Nach dem Ende des siebzehnjährigen grausamen Religionskrieges gegen die Hussiten hielt der Kaiser am 23. August 1436 mit seiner Gemahlin feierlichen Einzug in Prag. Noch während seiner Regierung wurde über Sigismunds Nachfolge spekuliert. Er selbst favorisierte seinen Schwiegersohn Albrecht, Herzog von Österreich. Darin unterstützten ihn die adeligen Katholiken und die gemäßigten Utraquisten sowie einige Königsstädte. Seine Frau Barbara von Cilli mit ihren Anhängern unter Führung von Hynek Ptáček von Pirkstein zog dagegen den polnischen König Wladyslaw vor und betrieb im Geheimen die Absetzung Sigismunds. Der erkrankte Kaiser erfuhr in Prag rechtzeitig von dem Verrat und hieß den gesamten Hof sofort aufbrechen, um durch ein rechtzeitiges Zusammentreffen mit Albrecht V. den geplanten Staatsstreich zu verhindern. In seiner letzten Stunde und im Angesicht des Todes ließ sich der Kaiser im südmährischen Znojmo (deutsch Znaim) im vollen Ornat noch auf den Thron heben. Dort sitzend, starb er am 9. Dezember 1437 und wurde in der ungarischen Königsgruft im Dom von Großwardein dem gotischen Vorgängerbau der heutigen barocken Kathedrale St. Mariä Himmelfahrt (Oradea) beigesetzt. Der Ort gehört heute zu Rumänien (rum. Oradea, ung. Nagyvárad). In der zweiten Hälfte des 16. Jahrhunderts zerstörten nach ungarischer Historiographie die Osmanen die Königs- und Heiligengräber, darunter das von Sigismund, während die rumänische Geschichtsschreibung die Schändung protestantischen Aufständischen anlastet.
Mit Sigismund, der als großer Reichs- und Kirchenreformer gilt, endete die Luxemburger Dynastie im männlichen Stamm. Nach seinem Tode kam es zu offenen Auseinandersetzungen. Das Ende des Hauses Luxemburg sah die Überforderung seiner Kräfte, um ein mittel-osteuropäisches Herrschaftsgebilde sicher lenken zu können. Dennoch sollte diese Idee später von den Habsburgern aufgegriffen und mit der Donaumonarchie verwirklicht werden. Die Meinung der Zeitgenossen über Kaiser Sigismund war gespalten. So wurde ihm nach seinem Tod unter anderem vorgeworfen, er habe gegen die Interessen seiner Untertanen unnötig Kriege geführt und allzu leichtfertig sein Hausgut und Vermögen auf das Spiel gesetzt.

### Ehen und Kinder
Sigismund heiratete zweimal, aus jeder seiner beiden Ehen ging ein Kind hervor. Das Erstgeborene, wahrscheinlich ein Sohn, kam aufgrund eines Reitunfalls, den Königin Maria von Ungarn erlitten hatte, als sie hochschwanger war, zu früh zur Welt. Mutter und Kind starben beide kurz nach der Geburt in den Budaer Bergen am 17. Mai 1395. Dies führte zu einer tiefen Nachfolgekrise, da Sigismund nur aufgrund des Thronanspruchs seiner Frau über Ungarn herrschte. Zwar gelang es ihm, dort weiterhin die Macht zu halten, jedoch unter ständigen Krisen. Aus seiner zweiten Ehe mit Barbara von Cilli stammte die Tochter Elisabeth von Luxemburg, geboren 1409, und damit einzige Erbin der Thronansprüche im Reich, in Ungarn, Böhmen und Kroatien, die allerdings sämtlich Wahlmonarchien waren. 1421/22 heiratete sie Herzog Albrecht von Österreich, mit dem sie bereits im Alter von zwei Jahren verlobt worden war. Dieser wurde als Nachfolger seines Schwiegervaters zum römisch-deutschen, ungarisch-kroatischen und böhmischen König gewählt und begründete damit das bis 1806 fast ununterbrochen andauernde Kaisertum des Hauses Habsburg sowie den Länderkomplex der Habsburgischen Erblande. Die Besitzungen der Luxemburger westlich des Rheins wurden in den Länderkomplex des Hauses Burgund integriert, das einige Jahrzehnte später ebenso von den Habsburgern beerbt wurde.

## Stammbaum
| Heinrich VII. Römisch-deutscher Kaiser | Heinrich VII. Römisch-deutscher Kaiser | Heinrich VII. Römisch-deutscher Kaiser | Heinrich VII. Römisch-deutscher Kaiser | Heinrich VII. Römisch-deutscher Kaiser | Heinrich VII. Römisch-deutscher Kaiser |                                       |                                       | Margarete von Brabant                 | Margarete von Brabant                 | Margarete von Brabant | Margarete von Brabant | Margarete von Brabant             | Margarete von Brabant             |                                   |                                   | Wenzel II. König v. Böhmen u. Polen | Wenzel II. König v. Böhmen u. Polen | Wenzel II. König v. Böhmen u. Polen | Wenzel II. König v. Böhmen u. Polen | Wenzel II. König v. Böhmen u. Polen | Wenzel II. König v. Böhmen u. Polen |                      |                      | Guta von Habsburg    | Guta von Habsburg    | Guta von Habsburg | Guta von Habsburg | Guta von Habsburg | Guta von Habsburg |  |  | Wartislaw IV. Herzog von Pommern | Wartislaw IV. Herzog von Pommern | Wartislaw IV. Herzog von Pommern | Wartislaw IV. Herzog von Pommern | Wartislaw IV. Herzog von Pommern | Wartislaw IV. Herzog von Pommern |                                |                                | Elisabeth von Schweidnitz      | Elisabeth von Schweidnitz      | Elisabeth von Schweidnitz | Elisabeth von Schweidnitz | Elisabeth von Schweidnitz | Elisabeth von Schweidnitz |                       |                       | Kasimir III. König von Polen | Kasimir III. König von Polen | Kasimir III. König von Polen | Kasimir III. König von Polen | Kasimir III. König von Polen | Kasimir III. König von Polen |                     |                     | Anna von Litauen    | Anna von Litauen    | Anna von Litauen | Anna von Litauen | Anna von Litauen | Anna von Litauen |
| Heinrich VII. Römisch-deutscher Kaiser | Heinrich VII. Römisch-deutscher Kaiser | Heinrich VII. Römisch-deutscher Kaiser | Heinrich VII. Römisch-deutscher Kaiser | Heinrich VII. Römisch-deutscher Kaiser | Heinrich VII. Römisch-deutscher Kaiser |                                       |                                       | Margarete von Brabant                 | Margarete von Brabant                 | Margarete von Brabant | Margarete von Brabant | Margarete von Brabant             | Margarete von Brabant             |                                   |                                   | Wenzel II. König v. Böhmen u. Polen | Wenzel II. König v. Böhmen u. Polen | Wenzel II. König v. Böhmen u. Polen | Wenzel II. König v. Böhmen u. Polen | Wenzel II. König v. Böhmen u. Polen | Wenzel II. König v. Böhmen u. Polen |                      |                      | Guta von Habsburg    | Guta von Habsburg    | Guta von Habsburg | Guta von Habsburg | Guta von Habsburg | Guta von Habsburg |  |  | Wartislaw IV. Herzog von Pommern | Wartislaw IV. Herzog von Pommern | Wartislaw IV. Herzog von Pommern | Wartislaw IV. Herzog von Pommern | Wartislaw IV. Herzog von Pommern | Wartislaw IV. Herzog von Pommern |                                |                                | Elisabeth von Schweidnitz      | Elisabeth von Schweidnitz      | Elisabeth von Schweidnitz | Elisabeth von Schweidnitz | Elisabeth von Schweidnitz | Elisabeth von Schweidnitz |                       |                       | Kasimir III. König von Polen | Kasimir III. König von Polen | Kasimir III. König von Polen | Kasimir III. König von Polen | Kasimir III. König von Polen | Kasimir III. König von Polen |                     |                     | Anna von Litauen    | Anna von Litauen    | Anna von Litauen | Anna von Litauen | Anna von Litauen | Anna von Litauen |
|                                        |                                        |                                        |                                        |                                        |                                        |                                       |                                       |                                       |                                       |                       |                       |                                   |                                   |                                   |                                   |                                     |                                     |                                     |                                     |                                     |                                     |                      |                      |                      |                      |                   |                   |                   |                   |  |  |                                  |                                  |                                  |                                  |                                  |                                  |                                |                                |                                |                                |                           |                           |                           |                           |                       |                       |                              |                              |                              |                              |                              |                              |                     |                     |                     |                     |                  |                  |                  |                  |
|                                        |                                        |                                        |                                        | Johann von Luxemburg König von Böhmen  | Johann von Luxemburg König von Böhmen  | Johann von Luxemburg König von Böhmen | Johann von Luxemburg König von Böhmen | Johann von Luxemburg König von Böhmen | Johann von Luxemburg König von Böhmen |                       |                       |                                   |                                   |                                   |                                   |                                     |                                     |                                     |                                     | Elisabeth von Böhmen                | Elisabeth von Böhmen                | Elisabeth von Böhmen | Elisabeth von Böhmen | Elisabeth von Böhmen | Elisabeth von Böhmen |                   |                   |                   |                   |  |  |                                  |                                  |                                  |                                  | Bogislaw V. Herzog von Pommern   | Bogislaw V. Herzog von Pommern   | Bogislaw V. Herzog von Pommern | Bogislaw V. Herzog von Pommern | Bogislaw V. Herzog von Pommern | Bogislaw V. Herzog von Pommern |                           |                           |                           |                           |                       |                       |                              |                              |                              |                              | Elisabeth von Polen          | Elisabeth von Polen          | Elisabeth von Polen | Elisabeth von Polen | Elisabeth von Polen | Elisabeth von Polen |                  |                  |                  |                  |
|                                        |                                        |                                        |                                        | Johann von Luxemburg König von Böhmen  | Johann von Luxemburg König von Böhmen  | Johann von Luxemburg König von Böhmen | Johann von Luxemburg König von Böhmen | Johann von Luxemburg König von Böhmen | Johann von Luxemburg König von Böhmen |                       |                       |                                   |                                   |                                   |                                   |                                     |                                     |                                     |                                     | Elisabeth von Böhmen                | Elisabeth von Böhmen                | Elisabeth von Böhmen | Elisabeth von Böhmen | Elisabeth von Böhmen | Elisabeth von Böhmen |                   |                   |                   |                   |  |  |                                  |                                  |                                  |                                  | Bogislaw V. Herzog von Pommern   | Bogislaw V. Herzog von Pommern   | Bogislaw V. Herzog von Pommern | Bogislaw V. Herzog von Pommern | Bogislaw V. Herzog von Pommern | Bogislaw V. Herzog von Pommern |                           |                           |                           |                           |                       |                       |                              |                              |                              |                              | Elisabeth von Polen          | Elisabeth von Polen          | Elisabeth von Polen | Elisabeth von Polen | Elisabeth von Polen | Elisabeth von Polen |                  |                  |                  |                  |
|                                        |                                        |                                        |                                        |                                        |                                        |                                       |                                       |                                       |                                       |                       |                       |                                   |                                   |                                   |                                   |                                     |                                     |                                     |                                     |                                     |                                     |                      |                      |                      |                      |                   |                   |                   |                   |  |  |                                  |                                  |                                  |                                  |                                  |                                  |                                |                                |                                |                                |                           |                           |                           |                           |                       |                       |                              |                              |                              |                              |                              |                              |                     |                     |                     |                     |                  |                  |                  |                  |
|                                        |                                        |                                        |                                        |                                        |                                        |                                       |                                       |                                       |                                       |                       |                       | Karl IV. Römisch-deutscher Kaiser | Karl IV. Römisch-deutscher Kaiser | Karl IV. Römisch-deutscher Kaiser | Karl IV. Römisch-deutscher Kaiser | Karl IV. Römisch-deutscher Kaiser   | Karl IV. Römisch-deutscher Kaiser   |                                     |                                     |                                     |                                     |                      |                      |                      |                      |                   |                   |                   |                   |  |  |                                  |                                  |                                  |                                  |                                  |                                  |                                |                                |                                |                                |                           |                           | Elisabeth von Pommern     | Elisabeth von Pommern     | Elisabeth von Pommern | Elisabeth von Pommern | Elisabeth von Pommern        | Elisabeth von Pommern        |                              |                              |                              |                              |                     |                     |                     |                     |                  |                  |                  |                  |
|                                        |                                        |                                        |                                        |                                        |                                        |                                       |                                       |                                       |                                       |                       |                       | Karl IV. Römisch-deutscher Kaiser | Karl IV. Römisch-deutscher Kaiser | Karl IV. Römisch-deutscher Kaiser | Karl IV. Römisch-deutscher Kaiser | Karl IV. Römisch-deutscher Kaiser   | Karl IV. Römisch-deutscher Kaiser   |                                     |                                     |                                     |                                     |                      |                      |                      |                      |                   |                   |                   |                   |  |  |                                  |                                  |                                  |                                  |                                  |                                  |                                |                                |                                |                                |                           |                           | Elisabeth von Pommern     | Elisabeth von Pommern     | Elisabeth von Pommern | Elisabeth von Pommern | Elisabeth von Pommern        | Elisabeth von Pommern        |                              |                              |                              |                              |                     |                     |                     |                     |                  |                  |                  |                  |
|                                        |                                        |                                        |                                        |                                        |                                        |                                       |                                       |                                       |                                       |                       |                       |                                   |                                   |                                   |                                   |                                     |                                     |                                     |                                     |                                     |                                     |                      |                      |                      |                      |                   |                   |                   |                   |  |  |                                  |                                  |                                  |                                  |                                  |                                  |                                |                                |                                |                                |                           |                           |                           |                           |                       |                       |                              |                              |                              |                              |                              |                              |                     |                     |                     |                     |                  |                  |                  |                  |
|                                        |                                        |                                        |                                        |                                        |                                        |                                       |                                       |                                       |                                       |                       |                       |                                   |                                   |                                   |                                   |                                     |                                     |                                     |                                     |                                     |                                     |                      |                      |                      |                      |                   |                   | Sigismund         |                   |  |  |                                  |                                  |                                  |                                  |                                  |                                  |                                |                                |                                |                                |                           |                           |                           |                           |                       |                       |                              |                              |                              |                              |                              |                              |                     |                     |                     |                     |                  |                  |                  |                  |

## Handschriften

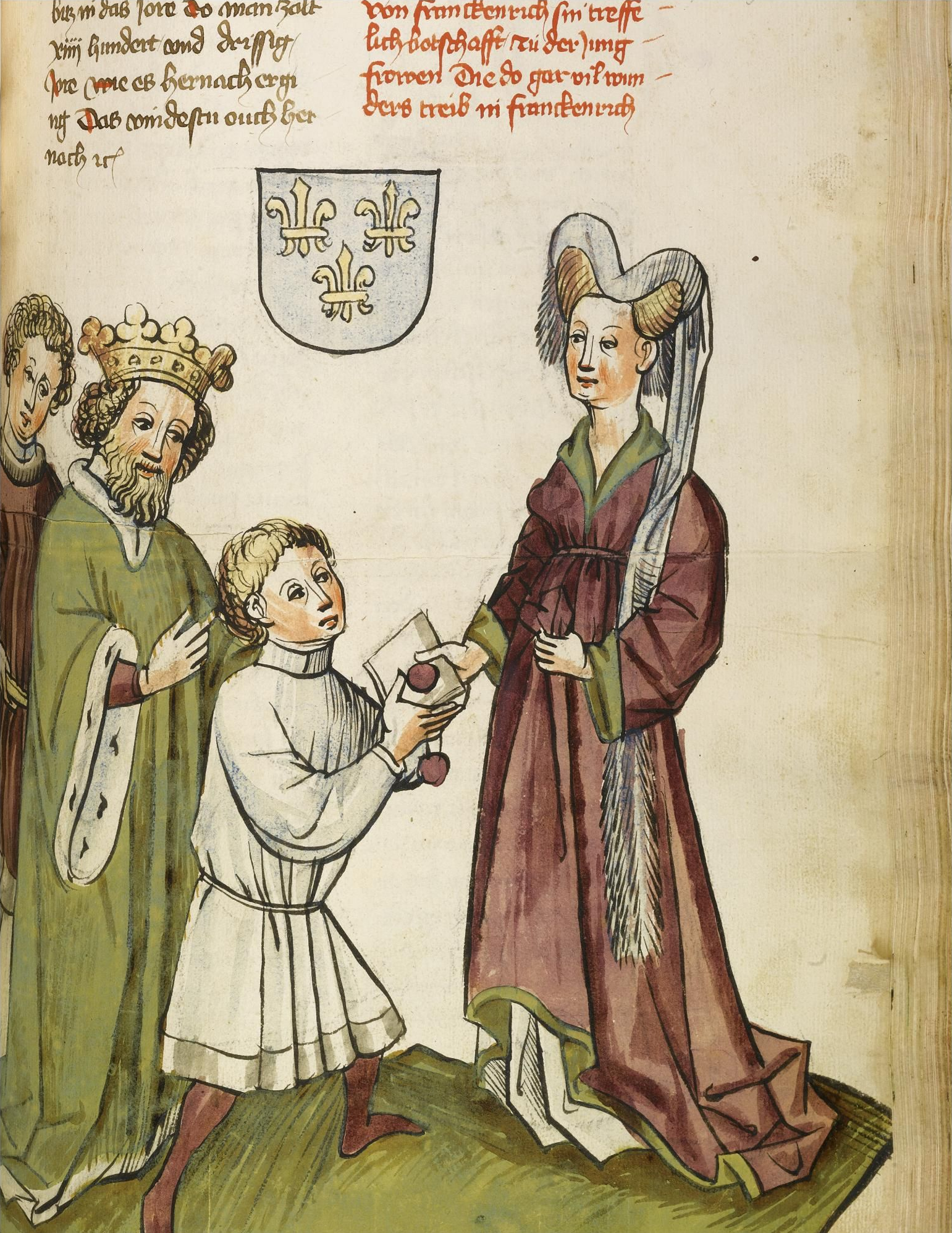
Sigismund-Handschrift

Vom Leben und Wirken des Kaisers erzählt das Kaiser Sigismunds Buch des Eberhard Windeck, das in drei Handschriften überliefert ist. Die reich illustrierte spätmittelalterliche Sigismundhandschrift (C) aus der Werkstatt von Diebold Lauber entstand 1445–1450. In 174 Illustrationen werden die spektakulärsten Ereignisse beschrieben, Intrigen und Schlachten, Giftmorde und die Verbrennung des Jan Hus, der 1415 ohne Widerspruch des späteren Kaisers auf dem Scheiterhaufen hingerichtet wurde. Außerdem enthält die Handschrift die drei ältesten Darstellungen der Jeanne d’Arc. Die Handschrift wurde, nachdem sie 50 Jahre lang als verschollen galt, 2009 bei Sotheby’s mit einem Schätzwert von 1,5 Millionen Euro versteigert. Die Handschrift umfasst noch 306 Blätter. Sie war früher im Privatbesitz in Irland und ursprünglich Bestandteil der Bibliothek Phillippica, Cheltenham, Cod. 10381.

## Denkmal
Ein Standbild Sigismunds mit den beiden Büsten Lippold von Bredows und Bernd Rykes als Nebenfiguren schuf Eugen Boermel für die Siegesallee in Berlin. Es wurde am 6. Mai 1900 als Denkmalgruppe 14 enthüllt und ist heute in der Zitadelle Spandau aufgestellt.